# Тихоокеанський верховинний шлях
Тихоокеанський Верховинний Шлях, Тихоокеанський Верховинний Національний Мальовничий Шлях (англ. Pacific Crest Trail, скорочено PCT, офіційна назва Pacific Crest National Scenic Trail) піший та кінний шлях-стежина вздовж верховини гірських хребтів Тихоокеанського узбережжя Сьєрра-Невади (англ. Sierra Nevada) та Каскадих гір (англ. Cascade Range), протяжністю 4279 км (2659 миль). Південна кінцева точка маршруту розташована на кордоні США та Мексики, а північна на кордоні США та Канади. Шлях проходить територію штатів Каліфорнія, Орегон та Вашингтон.
Є одним з трьох основних піших маршрутів в США, подолавши які турист отримує звання "Потрійної корони хайкінгу".
Впродовж маршруту висота його над рівнем моря коливається від звичайної майже нуля на кордоні Орегону й Вашингтону до 4009 метрів на Форестер-Пасс у Сьєрра-Неваді . Маршрут проходить повз 7 національних парків та 25 національних лісів.  Середня точка шляху знаходиться в Каліфорнії в місці переходу Каскадних та гір Сьєрри.
Ідея стежини належить Клінтону Черчилю Кларку у 1932 році. Однак офіційний статус був наданий лише у 1968 році згідно з Актом Національної системи Піших Маршрутів (англ. National Trails System Act).

## Шлях
Стежина проходить через національні ліси, вздовж мальовничих районів дикої незайманої природи, подалі від цивілізації. 
Паралельно пішій стежини існує велосипедна — Велошлях тихоокеанської верховини (англ.  Pacific Crest Bicycle Trail (PCBT) протяжністю 4,000 км. Обидва шляхи мають 27 точок перетину. 

## Історія
Вперше ідею створення стежини запропонував Клінтон Кларк, як піший шлях від Мексики до Канади вздовж гір Каліфорнії, Орегону та Вашингтону. Спочатку пропонувалось об'єднати стежку Джона М'юра (англ. John Muir Trail), Тахоє-Йосеміті (англ.Tahoe-Yosemite Trail),  Скайлайн (англ. Skyline Trail ) та стежку хребта Каскадних гір (англ. Cascade Crest Trail )
У 1932 році Кларком була організована The Pacific Crest Trail System Conference, яка об'єднала волонтерів, які з 1935 по 1938 роки займались розробкою маршруту та дослідженням місцевості, по якій він мав проходити.
2 жовтня 1968, президент Ліндон Джонсон підписав Акт про Систему Національних Піших Маршрутів (англ. National Trails System Act), в результаті якого Тихоокеанський та Аппалацький маршрути отримали статус національних. Усі роботи з прокладання, маркування та облаштування даного маршруту були офіційно завершені у 1993 році.
Першим українцем, який пройшов весь Тихоокеанський Верховинний Шлях від кордону з Мексикою до Канади став Олександр Королюк, який почав свій похід 2 квітня 2022 року, а закінчив 24 вересня 2022 року. Сам Олександр не називає себе "першим українцем, що подолав ТВШ", але у відкритих джерелах і офіційній статистиці немає інформації про інших мандрівників з України, кому б ця стежка підкорювалась раніше.

## Тру-Хайкінг
Тру-Хайкінг (англ., thru-hiking) — це термін, який використовується для позначення туристів, які проходять довгі маршрути від початку до кінця за один раз. Тру-Хайкінг – довготривалий похід, який, зазвичай, триває від чотирьох до шести місяців і вимагає ретельної підготовки та відданості. Асоціація Тихоокеанського Верховинного Шляху підрахувала, що більшості туристів потрібно від шести до восьми місяців, щоб спланувати, навчитися та підготуватися до своїх подорожей. За оцінками цієї ж асоціації лише 14% мандрівників, що починають похід по ТВШ, стають Тру-Хайкерами, успішно завершуючи його.
Більшість туристів, що наважились підкорити ТВШ, вибирають маршрут з півдня США, стартуючи біля кордону з Мексикою в Каліфорнії, на північ, до канадського кордону в штаті Вашингтон. У рік із нормальною погодою походи на північ є найбільш доцільними через сніг і температуру. Крім того, деякі туристичні послуги (готелі вздовж стежки, магазини для поповнення їжі, кафе і ресторани в національних парках) є сезонними і можуть бути зручнішими для тих, хто прямує на північ. 

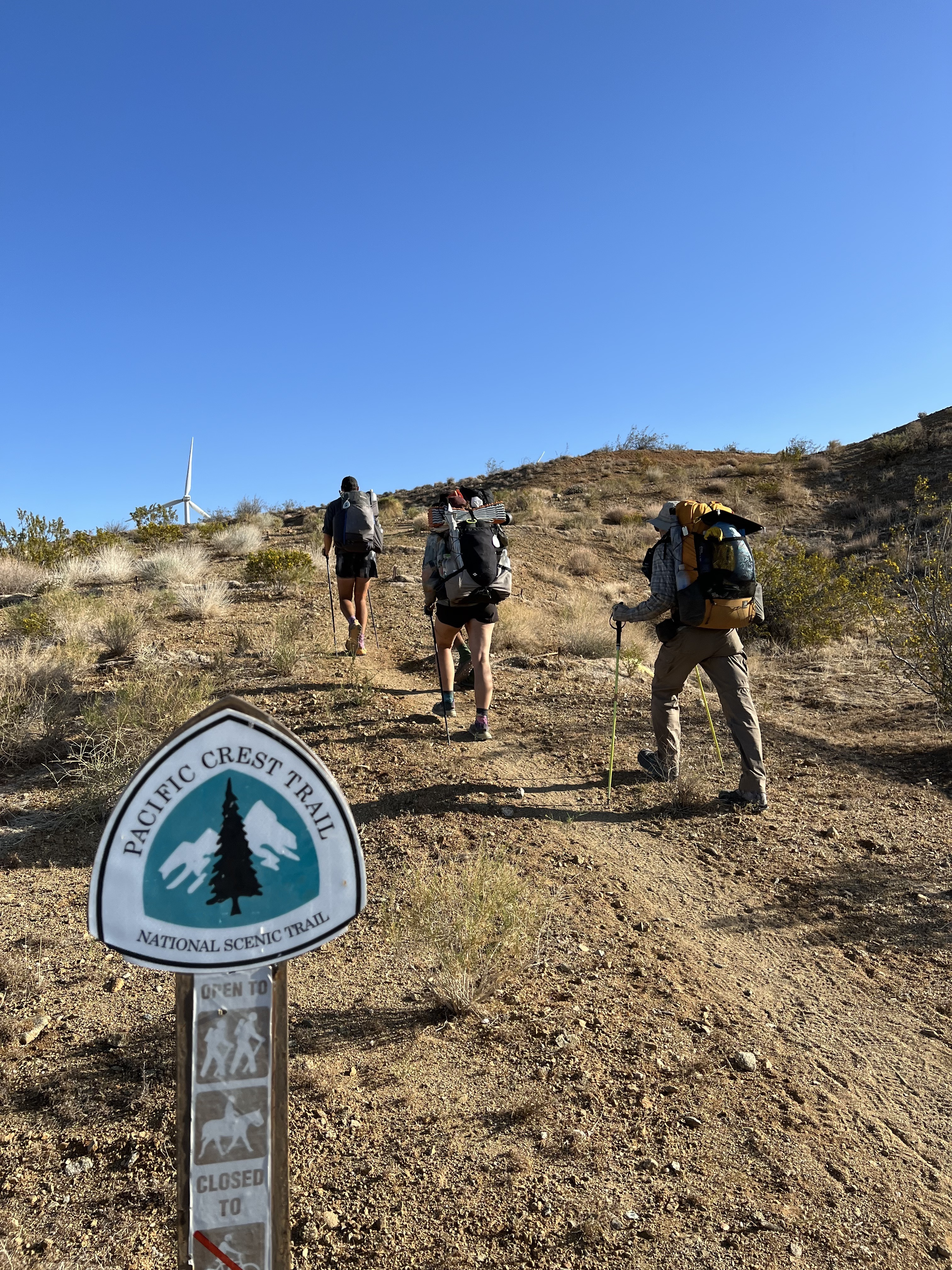
Хайкери в пустелі півночі Каліфорнії

Якщо сніговий покрив у Сьєрра-Неваді високий на початку червня та низький у Північних Каскадах, деякі туристи можуть вибрати, так званий "фліп-флоп", або "перевертання". Цим терміном хайкери описують процес, коли мандрівники доходять до певної ділянки шляху, яку в силу природних або непередбачуваних обставин (велика кількість снігу, зсуви грунту, лісові пожежі), вимушені пропустити, перестрибнувши в інший штат або в інший кінець маршруту, щоб піти в зворотньому напрямку і повернутись до закритої ділянки шляху коли то буде безпечно. 
Подорожуючі по ТВШ повинні визначити свої точки поповнення запасів. Зазвичай такі точки — це міста або поштові відділення, де хайкери поповнюють запаси їжі та інших припасів, наприклад палива для приготування їжі. Туристи можуть відправляти пакунки собі в поштові відділення поряд з ТВШ, поповнювати запаси в звичайних продуктових магазинах уздовж стежки або поєднувати ці два способи, відправляючи коробки з їжею лише в маленькі міста, а в великих віддавати перевагу купівлі їжі в супермаркетах.
Щоб скоротити час походу і тим самим підвищити свої шанси на проходження маршруту, багато туристів намагаються суттєво зменшити вагу свого рюкзака. З моменту створення Тихоокеанського Верховинного Шляху багато чого змінилось в сфері туристичного спорядження. Зʼявився цілий напрям "легкохідство", який дозволяє багатьом мандруючим по ТВШ забути про наплічники вагою в десятки кілограм. Ультра-легкі наплічники з усім необхідним спорядженням для такої багатомісячної пригоди можуть важити не більше 10 кілограм, а деякі особливо спритні хайкери зменшують базову вагу спорядження (не враховуючи їжу та воду) до 4-5 кілограм. Це все досягається завдяки новітнім матеріалам та способам виготовлення спорядження для походів, які вдосконалюються із року в рік. 

## Стежина у творах
У 2012 році вийшла книга письменниці Шеріл Стрейд «Дика. Небезпечна подорож як спосіб віднайти себе». Головна героїня відправляється у 1100 мильний похід по Тихоокеанському Верховинному Шляху, пройшовши через частину стежки в Північній Каліфорніі, Півднній Каліфорніі (від міста Мохаве до Кеннеді-Медоус) та Орегоні. Шеріл Стрейд не подолала весь маршрут із-за обмеженості в часі та снігу, який в той рік був рекордним в горах Сьєрра-Невада. Книга перебувала на вершині Списку бестселерів газети Нью-Йорк Таймс впродовж декількох тижнів з липня 2012 року. У 2014 році книга була екранізована - фільм «Дика»(англ. Wild). Книга та фільм сприяли популяризації маршруту, зробивши його відомим не тільки в США, а у в усьому світі.
Щоб наглядно зрозуміти вплив книги на піший туризм по Тихоокеанському Верховинному Шляху, достатньо подивитись на щорічний список мандрівників, які подолали весь маршрут. З 1952 по 1999 в рік не більше ста людей успішно закінчували весь маршрут. З 2000 по 2011 показники коливаються в межах від 100 до 200 людей. І, починаючи з 2012 року, в той час коли світ побачила книга, кількість мандрівників, що успішно закінчила всі 4270 кілометрів походу стрімко росте, досягаючи свого піку в 2018 році, коли похід по ТВШ закінчили 1191 піших мандрівників. 
В 2019 році цей показник був на рівні - 992 людини.
В 2020 пандемія COVID-19 внесла свої корективи в плани хайкерів і лише 18 людей офіційно заявили про проходження стежки. Але вже в 2021 їх було 793, а в 2022 - 870.
Варто зауважити, що приведенні вище цифри вказані на офіційному сайті PCTA  (Pacific Crest Trail Association), і можуть відрізнятись від реальних, адже не всі хайкери, що закінчують похід по ТВШ, надають свої данні для підрахунку статистики в кінці року. 

## Зовнішні посилання
- Pacific Crest Trail Association – Non-profit that maintains and promotes the trail, and provides advice to hikers
- Postholer.Com – An extensive source of PCT information, journals, Google trail maps, printed maps, data book and more.
- PlanYourHike.Com – A website dedicated to helping hikers plan their Pacific Crest Trail thru hikes.
- Trailjournals.com – PCT Photos & 1,000+ Pacific Crest Trail Journals
- Pacific Crest Trail: A Ride to Remember Documentary produced by Oregon Public Broadcasting
- Islands In The Sky: Tales From The Pacific Crest Trail – KCET Covers the PCT
- BLM, Pacific Crest National Scenic Trail – BLM's Summary of the PCT
- 2,600 miler list – Official list of hikers who finished PCT by PCTA - Non-profit organization that maintains and promotes the trail, and provides advice to hikers